# 伊福加斯戰役
伊福加斯戰役（法語：bataille de l'Adrar des Ifoghas）或稱泰格哈爾戰役（法語：Bataille du Tigharghâr），是于2013年馬里戰爭期間在馬里東北部伊福加斯山附近進行的一場戰役。此場戰役發生在聖戰份子被法國馬里聯軍擊退並放棄廷布克圖后不久，其于1月份撤退至伊福加斯山。
法軍迅速展開追擊，控制了泰薩利和阿蓋洛克，並在泰格哈爾展開黑豹行動。第一次戰鬥發生於2月18日，主要集中在阿梅泰泰河谷。叛軍被包夾在兩個裝甲部隊之間，而法軍傘兵透過從北部攻擊使聖戰分子反應不及。山谷於3月3日被佔領，聖戰分子開始放棄泰格哈爾，戰役最終於3月31日結束。